# لورينزو باولي
لورينزو باولي (بالإيطالية: Lorenzo Paoli)‏ هو لاعب كرة قدم إيطالي في مركز الوسط، ولد في 17 فبراير 1988 في أوربينو في إيطاليا. لعب مع SS Real Montecchio ‏.